# Улица Ивана Бабушкина (Москва)
У́лица Ива́на Ба́бушкина — улица, расположенная на юго-западе Москвы в Юго-Западном административном округе (ЮЗАО), входящая в состав Академического района. Расположена между улицей Дмитрия Ульянова и Нахимовским проспектом.

## Происхождение названия
В 1955—1963 годах — 2-я Черёмушкинская улица. Переименована в честь революционера И. В. Бабушкина (1873—1906).

## Описание
Улица Ивана Бабушкина начинается от улицы Дмитрия Ульянова напротив Черёмушкинского проезда, проходит на юго-запад параллельно улице Вавилова, слева к ней примыкает улица Кедрова, пересекает улицу Кржижановского и выходит на Нахимовский проспект. Нумерация домов начинается со стороны улицы Дмитрия Ульянова.

## Транспорт
Ближайшие станции метро — «Профсоюзная» и «Академическая».
По части улицы проходит автобус № 57.

## Здания и расположенные в них учреждения и организации

#### По нечётной стороне
- Дом 3 — 16-этажный 8-подъездный жилой дом. В доме жил футболист Анатолий Акимов[1].
- Дом 5 корп.1 — двухэтажное нежилое здание префектуры.
- Дом 5 корп.3 — одноэтажное нежилое здание городской службы «Курьер».
- Дом 9 — 12-этажный жилой дом.
- Дом 11, дом 13 корп.1, дом 13 корп.2 — 5-этажные жилые дома 1955 года постройки с несколькими фирмами в каждом, подъездов — соответственно 4, 3 и 2.
- Дом 15, корпуса 1, 2 и 3 — 5-этажные жилые дома 1956 года постройки с фирмами, корпуса 1 и 2 двухподъездные, корп. 3 — трёхподъездный.
- Дом 15 корп.5 — пятиэтажное здание школы № 104.
- Дом 17 — два корпуса — 5-этажные трёхподъездные жилые дома 1957—1958 года постройки.

#### По чётной стороне
- Дом 2 — три корпуса — пятиэтажные 60-квартирные постройки 1957 года.
- Дом 4 — 2-этажное офисное здание.
- Дом 4 корп.1 — одноподъездный 12-этажный жилой дом.
- Дом 6 — 2-этажное здание детсада 63 с ясельными группами.
- Дом 8 — 2-этажное нежилое здание, в нём расположено строительное управление СУ-155.
- Дом 10 («Вектор Хаус») — является одним из наиболее примечательных, 29-этажное новое жилое здание. В нём, тогда ещё недостроенном, 6 августа 2009 года произошёл пожар с площадью возгорания примерно 70 квадратных метров[2]. Ещё один пожар, на этот раз меньшего размера, но вновь с горящей внешней облицовкой, произошёл 25 мая 2012 г. Сильно пострадало несколько квартир на 5, 6 и 16-м этажах.
- Дом 12, дом 12 корп. 1 и дом 12 корп. 2 — 9-этажные жилые дома. В доме 12 — детский сад № 1661.
- Дом 12 корп. 3, дом 14, дом 16 корп. 4, дом 20, дом 22, дом 22а, дом 24 — 5-этажные жилые дома.
- Дом 14 — в левой части располагается отделение Сбербанка России, в правой — Московский банковский экономический колледж (МБЭК).
- В доме 22а — детский сад № 1385.
- Дом 16 — 2-этажный жилой дом с несколькими фирмами.
- Дом 18 — два корпуса — 8-этажные одноподъездные жилые дома.
- Дом 24а — нежилой, в нём располагается детский сад № 1388 (логопедический).